# إيديسون نوبري
إيديسون دو جيسوس نوبري( 2 مارس 1980 - ) لاعب كرة قدم أنغولي سابق ولد في بنغويلا في أنغولا . أمضى معظم مسيرته الرياضية في البرتغال مع نادي باسوش دي فيريرا الذي ظهر معه في كأس الاتحاد الأوروبي لكرة القدم 2008-09.

## مسيرته الرياضية
بدأ مسيرته الكروية مع نادي أناديا في 2001، ولعب معه حتى عام 2003، وفي عام 2003 انتقل إلى نادي أوليفيرا دو باريو، ولعب معه حتى عام 2005. شارك في 75 مباراة وسجل 15 هدف.

## وصلات خارجية
- إيديسون نوبري على موقع الاتحاد الدولي (مؤرشف)  (الإنجليزية)
- إيديسون نوبري على موقع قاعدة بيانات كرة القدم.إي يو (الإنجليزية)
- إيديسون نوبري على موقع ناشيونال فوتبول تيمز (الإنجليزية)
- إيديسون نوبري على موقع Soccerway.com (الإنجليزية)